# Hilizanuwo
Hilizanuwo is een bestuurslaag in het regentschap Nias Selatan van de provincie Noord-Sumatra, Indonesië. Hilizanuwo telt 921 inwoners (volkstelling 2010).